# Marblepsis umbrata
Marblepsis umbrata är en fjärilsart som beskrevs av Griveaud 1973. Marblepsis umbrata ingår i släktet Marblepsis och familjen tofsspinnare. Inga underarter finns listade i Catalogue of Life.